# Embrasse-moi Lucile (album)
Embrasse-moi, Lucile: Toutes les chansons originales de l'émission télévisée,, est la bande originale de la série Embrasse-moi Lucile, dont les chansons sont interprétées par Jean-Claude Corbel, et Claude Lombard. 
L'album, intitulé Embrasse-moi, Lucile, sort pour le seul marché français en 1988, distribué par Disques Adès, mais produit par Five Record d'après la version italienne, mais avec un graphisme différent. Le parolier Charles Level, a supervisé l'adaptation française de tous les textes. L'album a été réédité sur CD au mois de décembre 2011.

## Titres
FACE A
1. Embrasse-moi, Lucile (Kiss me Licia) - Claude Lombard
2. Un tour sur l'autoroute (Freeway) - Bee Hive
3. Tu es ma seul amie (instrumental) (Fire (strumentale))
4. Car je suis seul sans toi (Lonely Boy) - Bee Hive
5. Moi je voudrai te voir (instrumental) (Baby I love you (strumentale))
6. Chercher un ami (Andrea e Giuliano) - Claude Lombard

FACE B
1. Un tour sur l'autoroute (instrumental) (Freeway (strumentale))
2. Lorsque tu comprendras (Let me feel) - Kiss Relish
3. Moi je voudrais te voir (Baby I love you) - Bee Hive
4. Tu es ma seul amie (Fire) - Bee Hive
5. Embrasse-moi, Lucile (instrumental) (Kiss me Licia (strumentale))
6. Mon Romeo (Il mio gatto Giuliano) - Claude Lombard

## Crédits
- Claude Lombard - chant
- Jean-Claude Corbel - chant (pour les chansons des Bee Hive et des Kiss Relish)
- Cristina D'Avena - chœurs (non créditée)
- Alessandra Valeri Manera - paroles italiennes
- Charles Level - paroles françaises
- Giordano Bruno Martelli - compositeur italien
- Mauro Paoluzzi - Batterie
- Kounosuke Fuji - paroles japonaises
- Kazunori Sonobe - paroles japonaises
- Yuuchiro Oda - compositeur japonais
- Yukhid Takekawa - compositeur japonais
- Yasuhiro Kumagaya - compositeur japonais
- Joe Hisaishi (crédité par erreur sous le nom de Joe Hisaichi) - paroles et compositeur japonais
- Gakuro - paroles et compositeur japonais